# Пустково (Ґрифицький повіт)
Пустково (пол. Pustkowo, нім. Pustchow) — село в Польщі, у гміні Реваль Ґрифицького повіту Західнопоморського воєводства.
Населення — 127 осіб (2011).
У 1975-1998 роках село належало до Щецинського воєводства.

## Демографія
Демографічна структура станом на 31 березня 2011 року:
|          | Загалом | Допрацездатний вік | Працездатний вік | Постпрацездатний вік |
| -------- | ------- | ------------------ | ---------------- | -------------------- |
| Чоловіки | 69      | 10                 | 49               | 10                   |
| Жінки    | 58      | 10                 | 33               | 15                   |
| Разом    | 127     | 20                 | 82               | 25                   |